# Brodie Chapman
Brodie Chapman   (Mount Glorious, 9 d'abril de 1991) és una ciclista australiana de carretera. Actualment milita a l'equip UAE Team ADQ.
Entre les seves victòries destaquen el nacional de ruta 2024 i el de contrarellotge 2025.

## Palmarès en ruta
- 2018
  - 1a al Women's Herald Sun Tour i vencedora d'una etapa
- 2019
  - 1a al Gravel and Tar La Femme
  - 1a al Tour de Gila i vencedora de dues etapes
  - Vencedora d'una etapa al Tour de Feminin-O cenu Českého Švýcarska
- 2020
  - 1a al Race Torquay Women
- 2022
  - 1a al Gran Premi de Chambéry
- 2023
  -  Campiona d'Austràlia en ruta
- 2025
  -  Campiona d'Austràlia de contrarellotge
  - Vencedora d'una etapa al Tour femení internacional dels Pirineus

### Resultats a les Grans Voltes

#### Giro d'Itàlia
- 2024: 22a posició
- 2025: 43a posició

#### Tour de França
- 2025: No surt a la 9a etapa

#### Volta a Espanya
- 2024: 43a posició